# Terrier galés
El Terrier Galés (Welsh terrier en inglés) es una raza de perro que data de los años 1760 y es uno de los terriers más antiguos. Originalmente fue criado para la caza de zorros, roedores y tejones, pero durante el último siglo se ha criado principalmente para las exposiciones caninas. A pesar de ello, ha conservado la fuerza de carácter propia de los terriers y por ello requiere un trato firme, constante y no agresivo. El terrier galés se originó en Gales y se ha afirmado que es la raza de perro existente más antigua en el Reino Unido de acuerdo con la investigación de Julian Calder y Alastair Bruce para su libro, 'El más viejo - en la celebración de la historia viva de Gran Bretaña'. El terrier galés se incorporó tardíamente al mundo de las exposiciones caninas en Gran Bretaña (era principalmente un perro de trabajo) y no se registró oficialmente hasta el siglo XIX. Actualmente está en la lista de razas en peligro de extinción del Kennel Club del Reino Unido, al registrarse sólo unos 300 cachorros al año, en comparación con las razas más populares, de las que se inscriben decenas de miles de cachorros cada año.

## Historia
Posiblemente el ancestro directo del terrier galés sea el antiguo terrier negro y fuego de pelo duro que era muy popular en Gran Bretaña durante los siglos siglo XVIII y siglo XIX. Para fines del siglo XVIII ya existía una variedad de terrier muy bien definida en el norte de Gales, que era usada para cazar nutrias, zorros y tejones. Fue llevado por Prescott Lawrence a Estados Unidos en 1888 donde ganó mucha fama en muy poco tiempo.
Eventualmente, dicha variedad de perros terrier se llegó a conocer con el nombre de Welsh terrier, o como la conocemos en castellano: terrier galés. La raza fue reconocida en 1886 por el Kennel Club inglés, pero todavía se la cruzó con el fox terrier de pelo duro para darle una apariencia más estilizada que la que tenía, llegando a obtenerse un perro parecido al Airedale terrier pero de talla pequeña.
Actualmente el terrier de Gales es principalmente un perro de compañía, aunque no es muy popular fuera de su lugar de origen. También aparece con cierta frecuencia en exposiciones caninas europeas.

## Descripción

### Apariencia

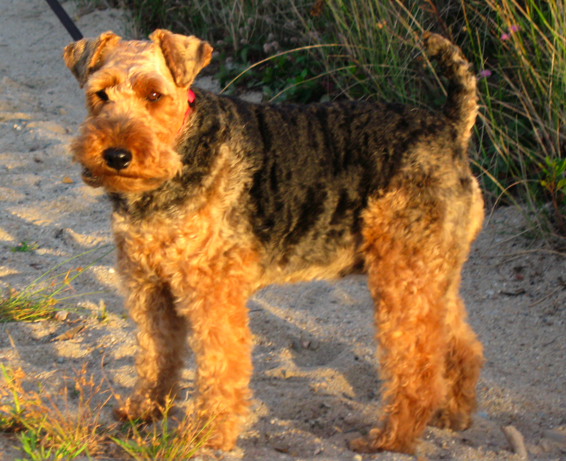

Este terrier es un perro de poca estatura y construcción cuadrada. Es decir que la longitud de su cuerpo es similar a la altura a la cruz. Es un perro fuerte para su tamaño y tiene una elegancia inobjetable.
La cabeza es moderadamente ancha y el hocico es de mediana longitud. La nariz es negra. Los pequeños y oscuros ojos del terrier galés muestran una expresión alegre, intrépida y valiente, pero no agresiva. Las orejas son pequeñas, triangulares y de inserción alta.
La cola es de porte erecto pero nunca curvada sobre el dorso. Tradicionalmente se amputa aproximadamente un tercio de la cola a los tres o cuatro días del nacimiento, pero actualmente esta práctica se ha prohibido en algunos países. El estándar FCI de la raza acepta las colas amputadas.
El pelo del terrier galés está formado por dos capas. Una interior, lanosa y densa, que lo aísla del frío, y otra exterior dura y brillante, que lo protege de la lluvia, el viento y las abrasiones producidas por espinos, etc. El terrier galés no pelecha, por lo que conviene cepillarle el pelo a menudo. También se le suele cortar el pelo, para darle la forma típica de la raza. Un terrier galés bien cuidado suelta mucho menos pelo que un perro de casi todas las otras razas por lo que son perros adecuados para vivir dentro de una casa o con personas que padezcan una leve alergia al pelo de perro. Los colores aceptados son negro y fuego, o negro-grisáceo y fuego.

### Temperamento
Extrovertido, activo, inteligente y amigable, el terrier galés es uno de los terrier más tranquilos y con menos agresividad. Aun así, sigue siendo un perro de caza con mucha energía y que desborda coraje.

Este perro es reservado con los extraños, pero puede ser mucho más amigable que otros terrier si es que ha recibido la socialización adecuada. De cualquier manera, tiende a ser muy amigable con su familia y especialmente con los niños a quienes les tiene mucha paciencia. Con los perros tiende a ser menos agresivo que otros terrier pero no llega a ser un perro muy sociable, y tiende a pelear con otros de su especie. De igual manera, su impulso de presa es menor que el de otras razas del grupo, pero aun así tiende a perseguir y matar animales pequeños. 

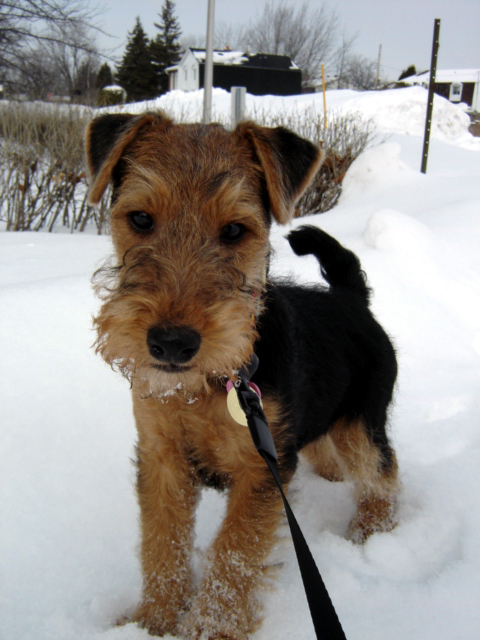

Es importante socializar desde cachorro al terrier galés para que tenga una convivencia más fácil, tanto con personas como con perros y otros animales.
Al ser perros muy inteligentes, los terrier de Gales aprenden con facilidad. Así, el adiestramiento de estos perros es placentero, pero hay que saber diversificar los ejercicios para que sea divertido. En caso contrario, los terrier galeses se aburren y buscan otras ocupaciones. Es recomendable emplear variantes del adiestramiento en positivo, tales como el adiestramiento con clicker, para aprovechar al máximo el potencial de estos perros.
Entre los problemas comunes de comportamiento en esta raza se encuentran los ladridos excesivos y el cavar en el jardín. Además, por supuesto, una cierta tendencia a la agresividad hacia otros perros. Sin embargo, con el adiestramiento adecuado y dándole al perro suficiente actividad física y mental, se pueden evitar o reducir en gran medida esos problemas.
Por su carácter amistoso para con los suyos y su divertida personalidad, el terrier galés puede ser una excelente mascota para personas que disfrutan actividades al aire libre y a quienes no les molestan los ladridos.

## Salud
El cuerpo del terrier galés es normal y saludable de manera que el físico es resistente y duradero. Algunos estudios han sugerido una predisposición genética para el glaucoma, de manera concluyente. Un sano terrier galés viviría alrededor de 12 a 13 años en promedio y se mantiene activo y alerta hasta una edad avanzada si está bien cuidado y saludable.

## Terrier Galés Notable
Charlie, terrier galés de John F. Kennedy